# CZ 45

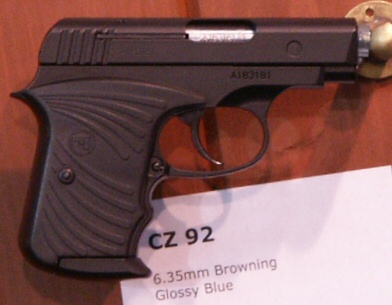
CZ-92

Vzor 45, широко відомий як CZ 45 — компактний самозарядний пістолет зі зворотним ходом під набій .25 ACP. Його виробляли у Чехословаччині, а потім у Чехії. Був розроблений на базі пістолета CZ-36 після Другої світової війни, наразі виробляється Česká zbrojovka Uherský Brod під назвою CZ-92.

## Історія
У 1945 році CZ-36 був перероблений Яном Кратохвілом, щоб полегшити (і, як наслідок, здешевити) виробництво, і він отримав назву Vzor 45 (модель 1945 року), але загалом відомий як CZ-45. Запобіжний важіль, який іноді з'являвся в CZ-36, було прибрано (хоча кілька ранніх моделей CZ-45 були вироблені з запобіжним важелем). Зміни також торкнулися додавання бічної пластини для спрощення складання та безпеки магазина. CZ-36 мав роз'єм від спускового гачка до курка, який проходив з лівого боку магазина, тоді як CZ-45 має роз'єм у формі стремена Браунінга, який проходить з обох боків магазина.
У 1992 році пістолет був дещо перероблений, отримавши новий магазин за спусковим гачком і футуристичну рукоятку, і зараз продається під назвою CZ-92. Однак через американський Закон про контроль над зброєю 1968 року його не можна імпортувати до Сполучених Штатів. В результаті американський виробник Intratec почав випускати майже точний клон під назвою Protec.
У 2011 році CZ Custom Shop у Сполучених Штатах планував випустити обмежену серію американських CZ 92. Прототип був представлений на виставці SHOT Show 2011, і компанія сподівалася включити американський CZ-92 в каталог CZ на виставці SHOT Show 2012. На той час калібр не був відомий.

## Конструкція
Загальна конструкція ствольної коробки, затвора, направляючої штанги та зворотної пружини дуже схожа на більш ранню конструкцію Browning 25. Кріплення ствола подібне до Browning, з одним виступом, який обертається в паз рами. Спусковий гачок повертається на штифті.
Коли спусковий гачок застосований і курок опущений, з'єднувач висувається вперед, повертаючи курок назад у взведене положення. Коли курок досягає повного зведення, він падає і вдаряє по ударнику, який запалює патрон. Технічно кажучи, курок не зводиться затвором. Окрім потужного спускового гачка подвійної дії, єдиним запобіжним механізмом є запобіжник магазина. Коли магазин вставляється, він переміщує планку, що дозволяє з'єднувачу зачепити шептало. Коли магазин виймається з пістолета, планка від'єднує спусковий гачок від шептала.
CZ-45 вміщує 8 патронів у магазині та має простий паз у верхній частині затвора для прицілювання.
Головним недоліком конструкції CZ-45 є крихкий ударник, як у CZ 52. Сухий постріл у CZ-45 може пошкодити ударник, а також екстрактор, який діє як фіксатор ударника; пошкодження виступу фіксатора ударника на екстракторі призведе до випадання ударника з пістолета.